# Mike Browning
Michael Browning (ur. 1964) – amerykański wokalista i perkusista.  Browning znany jest z występów w grupach muzycznych Morbid Angel, Nocturnus, Devine Essence, Wolf And Hawk, Incubus oraz Acheron. Muzyk obecnie występuje w grupie After Death.

## Wybrana dyskografia
- Nocturnus - The Key (1990, Earache Records)
- Morbid Angel - Abominations of Desolation (1991, Earache Records)
- Nocturnus - Thresholds (1992, Earache Records)
- Voodoo Gods - Shrunken Head (2012, Misanthropica Enterprises)[6]